# Rudolph Johns
Rudolph Johns (* 3. Oktober 1823 in Hamburg; † 16. Juli 1889 in Letmathe) war ein Hamburger Jurist und Politiker.

## Leben und Wirken
Johns studierte Rechtswissenschaften und promovierte 1847 erfolgreich in Heidelberg. Am 11. Oktober 1847 wurde Johns in Hamburg als Advokat zugelassen, er war bis 1866 als solcher eingeschrieben. 
Er wirkte von 1855 bis 1858 am Ämtergericht. Johns trat in den Staatsdienst ein und wurde 1866 Aktuar der Vormundschaftsdepuation, 1869 wechselte er an das Niedergericht und wurde dort Richter. 1871 trat er von allen Ämtern zurück, und verlegte nach einigen Jahren seinen Wohnsitz nach Westfalen.  
Johns war in der kommunalen Selbstverwaltung engagiert, er wirkte von 1848 bis 1851 als  Armenpfleger und er war von 1856 bis 1863 Mitglied des Armenkollegiums. Von 1849 bis 1861 war er Verwalter bzw. Direktor der Hamburger Sparcasse von 1827, 1862 wechselte er in den Verwaltungsrat, dessen Vorsitzender Johns von 1874 bis 1876 war.
Von 1861 bis 1863 gehörte Johns der Hamburgischen Bürgerschaft an. 
1855 fungierte Johns als Hauptmann der 8. Kompanie des 1. Bataillons des Bürgermilitärs.

## Familie
Johns war ein Sohn des erfolgreichen Teemaklers und Kaufmanns Christian Jacob Johns (1781–1861). Eduard Johns und Adolph Johns waren seine älteren Brüder. Er heiratete am 29. Mai 1853 Sophie Overweg (1833–1914) eine Tochter von Carl Overweg. Rudolf Johns war sein Enkel.